# Alarm für Cobra 11: Das Syndikat
Alarm für Cobra 11: Das Syndikat, im englischsprachigen Raum Crash Time 4: The Syndicate, ist das zehnte Spiel zur TV-Serie Alarm für Cobra 11 – Die Autobahnpolizei. Das Rennspiel wurde von der deutschen Firma Synetic entwickelt und Ende 2010 von dtp entertainment für Windows und Xbox 360 veröffentlicht. Ende des Jahres 2011 folgte die Portierung auf die Sony PlayStation 3.
Die Spielumgebung ist der Stadt Köln und Umgebung nachempfunden. Die Autos ähneln Original-Autos, sind aber nicht lizenziert.

## Spielmodi

### Einzelspieler-Modi

#### Kampagne
In der Einzelspieler-Kampagne schlüpft der Spieler in die Rolle der Kommissare Semir Gerkhan und Ben Jäger und bekämpft ein Verbrechersyndikat. Dazu kann die Stadt, die an Köln angelehnt ist, frei befahren werden. Durch das Anwerben von Informanten und das Aufstellen von Überwachungskameras kann der Spieler die Stadt überwachen lassen. Erfährt er von einem Verbrechen, gilt es, die Ganoven zur Strecke zu bringen, was in der Regel dadurch erreicht wird, dass man das gegnerische Fahrzeug für ein paar Sekunden so blockiert, dass es nicht weiterfahren kann. Anschließend wandern die Verbrecher automatisch in U-Haft.
Daneben gibt es noch weitere Aufgaben für den Spieler. So müssen Gefangene von der U-Haft ins Gefängnis eskortiert werden. Tut man das nicht, besteht die Gefahr, dass die Gefangenen wieder freikommen (z. B. durch Ausbruch oder findige Anwälte). Zudem kann der Spieler an Meisterschaftsrennen teilnehmen und sich so bessere Einsatzfahrzeuge erspielen.
Die Verbrechen und damit auch die Einsätze im Spiel werden dabei, wie es im Handbuch heißt, in Echtzeit generiert. Somit bietet das Spiel beim erneuten Durchspielen zusätzliche Abwechslung.

#### Einzelrennen
Es lassen sich auch Einzelrennen fahren. Dabei kann der Spieler vor dem Rennen viele Einstellungen wie Rundenzahl, Gegnerzahl, Gegnerstärke, Nitro-Einsatz oder Verkehrsdichte selbst einstellen.

### Mehrspieler-Modi

#### Freie Fahrt
In diesem Spielmodus gibt es keinerlei Vorgaben. Die Spieler fahren einfach durch die Stadt.

#### Einzelrennen Rennen auf vorgegebenen Strecken
Ein normales Rennen, bei dem der Spielleiter wie im Einzelrennen im Einzelspieler-Modus einige Einstellungen wie Strecke, Rundenzahl u. ä. einstellen kann.

#### Checkpoint-Rennen
Beim Checkpoint-Rennen gibt es keine vorgegebene Strecke, sondern nur Checkpoints. Die Spieler können selbst entscheiden, wie sie die Kontrollpunkte erreichen wollen. An jedem Checkpoint werden in Abhängigkeit von der Reihenfolge Punkte an die Fahrer vergeben. Wer am Ende die meisten Punkte hat, gewinnt.

#### Deathmatch
Hier versuchen sich die Spieler so zu rammen, dass die Gegner explodieren. Dabei gibt es Punkte, wenn man andere zum Explodieren bringt. Wenn man selbst explodiert, werden Punkte abgezogen. Es kann gewählt werden, ob das Ende eines Matches an eine gewisse Punktzahl oder an ein Zeitlimit gebunden sein soll.

#### Sumo-Deathmatch
Sumo-Deathmatch ist ähnlich dem Deathmatch-Modus, nur mit dem Unterschied, dass die Duelle hier auf höhergelegenen Arealen (zum Beispiel einem Lagerhallen-Dach) stattfinden und es zusätzlich die Möglichkeit gibt, Punkte dadurch zu erreichen, dass man den Gegner von der Spielfläche stößt. Dies ist vergleichbar mit dem Ring Out aus Beat ’em ups wie Virtua Fighter oder Soul Calibur.

## Technik
Der Soundtrack des Spiels stammt von der Musikproduktions-Firma Dynamedion aus Mainz. Die Hauptfiguren Ben Jäger und Semir Gerkhan werden von ihren Original-Schauspielern Erdoğan Atalay und Tom Beck gesprochen.

## Rezeption
Heiko Klinge von GameStar bemängelte am Spiel, dass während der Aufgaben zu schnell Routine aufkäme. Außerdem kritisierte er den Wegfall des Bewertungssystems gegenüber dem Vorgängerspiel, was zu einem niedrigeren Wiederspielwert führe. Dagegen lobte er den Spielspaß der Fahrprüfungen sowie den glaubwürdig simulierten Großstadtverkehr, den er als „nach wie vor ebenso adrenalinfördernd wie einzigartig im Genre“ bezeichnete. Er zog als Fazit „Für ein paar Minuten fröhliche Autobahn-Randale taugt zwar auch Das Syndikat, angesichts des tollen Vorgängers hatte ich aber erheblich mehr erwartet.“ und vergab eine Bewertung von 68 von 100 Punkten.
Michael Sosinka von Gamezone lobte die Storymissionen, bemängelte jedoch gleichzeitig eine zuweilen fehlende Abwechslung innerhalb der Aufgaben. Er kritisierte stark das Gamedesign des Spieles. So seien die Missionen des Spiels, in denen an fast 300 Orten Überwachungskameras installiert oder Verstecke gesucht werden müssen, pure Beschäftigungstherapie und „das direkte Gegenteil von Spielspaß“. Ebenso kritisierte er die Handlung und die Synchronstimmen der Schauspieler, die „für einen angenehmen Trashfaktor“ sorgten. Sosinka lobte dagegen die Umsetzung der Stadt Köln und Autobahnen in der virtuellen Spielwelt. Er vergab eine Note von 5,6/10.